# アウラ・ウルジチェアヌ
アウラ・ウルジチェアヌ（Aura Urziceanu、1946年12月14日 - ）は、ルーマニアの女性ジャズ・シンガー。

## 略歴
ブカレスト出身。音楽一家の生まれで、5歳で父親からヴァイオリンを習い、16歳で本格的にボーカルを学ぶ。1969年にママイアでのインターナショナル・フェスティヴァルで準優勝、その後の北米ツアーでデューク・エリントンやエラ・フィッツジェラルド等と共演。1971年にはベルギーのクノックでインターナショナル・フェスティバルにルーマニア代表として参加しヨーロピアン・カップを受賞、ついでヨーロッパ代表としてアメリカ代表との競争にも勝ち、ワールド・カップを受賞しプレス・アワードも受賞。1972年にはニューヨークでのニューポート・フェスティバルに初参加しデューク・エリントン楽団と再共演。その後、クインシー・ジョーンズ楽団と共に世界ツアーも行っている。

## ディスコグラフィ

### アルバム
- Aura (1972年、ピンク・エレファント)
- Aura (1973年、エレクトレコード)
- 『ジャズ・イヴニング・ウィズ・アウラ』 - Seară De Jazz Cu Aura (1974年、エレクトレコード)
- Oh, My Love (1974年、エレクトレコード)
- Thad & Aura (1977年、フォー・リーフ・クローバー)
- Special Way (1978年、チェンジ・レコード)
- Once I Loved (1981年、エレクトレコード)
- Dulce cîntec românesc (1982年、エレクトレコード)
- 『オーヴァー・ザ・レインボー』 - Over the Rainbow (1984年、エレクトレコード) ※コンピレーション
- I Found Love Again (1996年、バスク・レコーズ)
- Dor de viață (2000年、バスク・レコーズ)

### シングル
- "Ionel, Ionelule" (1972年、エレクトレコード)
- "Take Five" (1973年、エレクトレコード)
- "L.A. Sunshine" (1978年、チェンジ・レコード)
- "Night Song" / "Happy Together" (1978年、チェンジ・レコード)